# Одеське художнє училище
 Оде́ський худо́жній фаховий ко́ледж імені М. Б. Грекова — найстаріший художній навчальний заклад України. Випускає фахових молодших бакалаврів за спеціальністю 023 "Образотворче мистецтво, декоративне мистецтво, реставрація". Термін навчання - 4 курси. Форма навчання очна.

## Історія

### За часів царату
Попередником сучасного училища була Одеська маля́рська школа. Офіційно училище засноване 30 травня 1865 року, його перший директор — Ф. Ф. Мальман. Останній був також автором проекту уставу школи. Тривалий час художня школа в Одесі існувала на благодійні пожертви і не мала постійного приміщення.
Серед опікунів навчального закладу — Франц Моранді, що виписав з-за кордону перші манекени, зліпки відомих пам'яток і гравюри. 22 травня 1883 року відбулися урочистості з приводу початку будівництва постійної споруди художнього училища. 1885 року відбулися перші збори в щойно збудованому приміщенні, а з 1899 року були офіційно затверджені устав і штат Одеського художнього училища. До більшовицького перевороту в жовтні 1917 року училище носило ім'я Володимира Романова, бо той був багаторічним меценатом і патроном навчального закладу на півдні Російської імперії.

### Радянський період училища
1924 року Одеське художнє училище перейменували на Політехнікум образотворчих мистецтв.
1930 року Одеський політехнікум набув статуса Мистецького інституту, який утримував тільки до 1934-го року і знову був перетворений на училище.
Ім'я Митрофана Грекова училище отримало у 1965 році з нагоди 100-річчя з дня народження радянського художника — баталіста — випускника училища.

### Період незалежної України
У 1997 році Рішення Уряду України Одеське художнє училище, Одеське театрально-художнє училище, Одеське культурно-освітнє училище  були об'єднані в Одеське театрально-художнє училище імені М. Б. Грекова. 
В 2007 році було відновлено Одеське художнє училище імені М. Б. Грекова 
У листопаді 2018 училище стало коледжем.

## Відділення
- Живопис
- Скульптура
- Дизайн (художнє оформлення)
- Художнє декорування середовища

## Відомі викладачі училища
- Франц Моранді (1811—1894) — одеський архітектор і громадський діяч, випускник мистецької академії Брера, Мілан, віце-президент Товариства класних мистецтв Одеси.
- Іоріні Луїджі Домінік (1817—1911) — випускник Міланської художньої академії Брера, викладач малюнка і скульптури .
- Геннадій Ладиженський(1853 — 1916†)  — Маля́р
- Костанді Киріак (1852 — 1921†, Одеса) — Маля́р, Академік Петербурзької академії мистецтв (1907)
- Михайло Мандес — історик, мовознавець
- Дмитро Крижанівський — математик
- Микола Акимович — математик

## Відомі випускники
- Алікберов Віталій Мурсалович (1944—2014) — художник-живописець, педагог, поет, Народний Художник України, член Національної Спілки Художників України
- Алфєєва Світлана Іванівна (*1936) — українська художниця декоративного мистецтва.
- Альтман Натан Ісайович (1889—1970) — український і російський художник-авангардист.
- Ацманчук Олександр Павлович (1923−1974) — український живописець, Член Спілки художників України.
- Бабій Михайло Васильович (*1948) — український художник.
- Бершадський Юлій Рафаїлович (1869—1956) — український радянський художник. Член Товариства південноруських художників, профессор.
- Білостоцький Юхим Ісайович (1893—1961) — український радянський скульптор.
- Бондаренко Григорій Антонович (1892—1969) — український художник.
- Варення Микола Романович (1917—2001) — український живописець, графік, педагог, дослідник Гуцульщини, Заслужений художник України.
- Гармидер Геннадій Васильович (*1945) — український графік, живописець, майстер офорту.
- Греков Митрофан Борисович (1882—1934) — російський художник-баталіст.
- Грицай Віктор Олексійович (1939—1979) — український художник-монументаліст.
- Гур'єва Юлія Валеріївна (*1968) — українська художниця.
- Гусєв Ігор Михайлович (*1970) — український художник, поет.
- Ґавдзінський Альбін Станіславович (1923—2014) — український художник, пейзажист, майстер жанрового живопису і портрета.
- Дубровська Наталія Костянтинівна (1945—2015) — українська акторка театру і кіно.
- Дульфан Дмитро Люсьєнович (*1971) — український художник, що працює в стилі панк-гламуру.
- Едуардс Борис Васильович (1860—1924) — український і російський скульптор, англієць за походженням.
- Єрмоленко Олександра Трохимівна (1938—2022) — українська художниця декоративно-ужиткового мистецтва
- Жникруп Оксана Леонтіївна (1931—1993) — український скульптор-фарфорист, член Спілки художників України.
- Іскам Віктор Васильович (1924—1994) — український живописець, баталіст
- Каневський Кім Борисович (1946)  — український журналіст, художник, письменник.
- Колесніков-Одеський Степан Федорович (1879—1955) — український художник-пейзажист.
- Крижевська Світлана Григорівна (*1946) — український живописець, пейзажист, портретист, дослідниця етнографічної спадщини України.
- Крюк Ольга Сергіївна (*1966) — українська художниця, член НСХУ.
- Лангбард Йосип Григорович (1882—1951) — радянський архітектор, Заслужений діяч мистецтв БРСР.
- Литвин Віталій Свиридович (1927—2009) — український художник.
- Литвиненко Володимир Миколайович (1930—2011) — український живописець південно-руської художньої школи, Член Спілки художників України, заслужений художник України.
- Лишневський Олександр Львович (1868—1942) — російський і український, радянський архітектор.
- Ломикін Костянтин Матвійович (1924—1994) — український живописець, графік, Народний художник України.
- Мазур Богдан Миколайович (*1969) — український скульптор.
- Мась Оксана Миколаївна (*1969) — українська художниця.
- Машталер Гаврило Архипович (1902—1981) — український науковець-біолог, педагог, художник, доктор біологічних наук.
- Мигулько Віктор Васильович (1924—1993) — радянський і український художник театру і кіно, живописец. Заслужений художник УРСР.
- Михайлицький Олександр Анатолійович (1972 р.н.) — український скульптор.
- Шимон Окштейн (1951—2020) — американський художник.
- Пастернак Леонід Осипович (1862—1945) — російський і український художник, графік.
- Писанко Микола Миколайович (1910—1996) — український художник, теоретик мистецтва, педагог.
- Понікаров Василь Андрійович (1929—2014) — український художник, графік], член СХУ, заслужений художник України.
- Рубо Франц Олексійович (1856—1928) — російський художник-панорамист, академік, керівник майстерні батального живопису Петербурзької академії мистецтв.
- Рябченко Василь Сергійович (1954) — український живописець, графік, фотохудожник, автор об'єктів та інсталяцій.
- Рябченко Сергій Васильович (1923—1992) — радянський і український художник, один з провідних графіків України.
- Салко Алла Анатоліївна (1964) — заслужений художник Придністровської Молдавської республіки
- Сичов Станіслав Іванович (1937—2003) — український художник, один з творців одеської школи неофіційного мистецтва
- Сорин Савелій Абрамович (1878—1953) — російський художник, переважно портретист.
- Столиця Євген Іванович (1870—1929) — український художник, академік.
- Стороженко Микола Андрійович (1928—2015) — український художник, графік.
- Тодоров Михайло Дмитрович (1915 — 1997) — український живописець, Заслужений діяч мистецтв УРСР.
- Тутельман Броніслав Нафтулович (1950) — український художник-живописець, майстер фотографії, інсталяції.
- Філіпенко Валентин Володимирович (1935  — 2013)  — заслужений художник України.
- Фішель Товій Лазаревич (1869-після 1913) — російський художник та скульптор, міський архітектор Томська.
- Чиж Станіслав Олександрович (1935—2008) — український радянський скульптор, Народний художник України.
- Шилінговський Павло Олександрович (1881—1942) — російський художник, графік.
- Шишко Григорій Гордійович (1922—1994) — український маляр-реаліст.
- Шовкуненко Олексій Олексійович (1884—1974) — народний художник СРСР.
- Шульга Іван Миколайович (1889—1956) — український художник, викладач, заслужений діяч мистецтв УРСР.